# おとなの普段着
おとなの普段着（おとなのふだんぎ）は、ラジオ関西で2001年頃から放送されていた深夜番組。
2007年4月現在の放送時間は水曜日の26:30から27:00（木曜日2:30から3:00）まで。2007年12月27日分をもって放送終了。

## 番組の概要
- ラジオ関西の番組表だと3人一緒に出演する事になっているが、実際にはMr.いっせいとサノスミコ、池坊美佳とサノスミコの２人で放送している。即ちMr.いっせいと池坊美佳が交互に出演する形となり、池坊美佳が出演する場合正式な番組名は「池坊美佳のおとなの普段着」となる。
- ラジオ関西東京支社制作の番組である。

## 番組コーナー
Mr.いっせいが出演する場合
- 「いっせい's Talk 1」「いっせい's Talk 2」・・・Mr.いっせいとサノスミコのフリートーク。ふつおたもこちらで扱う。

池坊美佳が出演する場合
- 「ゲストコーナー」・・・この場合のゲストは番組のスポンサーの関係者になることが多い（この番組は所謂パブ番組である）

## 出演者
- Mr.いっせい
- サノスミコ
- 池坊美佳